# Domenico Corradi d'Austria
Domenico Corradi d'Austria (Modena, 5 novembre 1677 – Modena, 8 maggio 1756) è stato un matematico italiano.
Scrisse De' calcoli differenziale e integrale memorie analitiche, che venne stampata a Modena, Torri nel 1743-1744.

## Opere
- Considerazioni sopra la proporzione del vigor delle polveri da fuoco, Modena, Bartolomeo Soliani, 1708.
- Effetti dannosi che produrrà il Reno se sia messo in Pò di Lombardia, Modena, Bartolomeo Soliani, 1717.
- Ragguagli di una scrittura intitolata compendio ed esame del libro pubblicato in Modena col titolo Effetti dannosi che produrrà il Reno se sia messo in Pò di Lombardia, Modena, Bartolomeo Soliani, 1719.
- De' calcoli differenziale e integrale, Modena, Francesco Torri, 1743.